# Egerág, Baranya
Egerág este un sat în districtul Pécs, județul Baranya, Ungaria, având o populație de 1.011 locuitori (2011). 

## Demografie
Componența etnică a satului Egerág
     Maghiari (93,26%)
     Germani (3,62%)
     Romi (1,51%)
     Necunoscut (0,5%)
     Alții (1,11%)
Componența confesională a satului Egerág
     Romano-catolici (61,03%)
     Fără religie (11,77%)
     Reformați (4,95%)
     Luterani (2,18%)
     Necunoscută (18,79%)
     Alte religii (2,87%)
Conform recensământului din 2011, satul Egerág avea 1.011 locuitori. Din punct de vedere etnic, majoritatea locuitorilor (93,26%) erau maghiari, existând și minorități de germani (3,62%) și romi (1,51%). Apartenența etnică nu este cunoscută în cazul a 0,5% din locuitori.  Din punct de vedere confesional, majoritatea locuitorilor (61,03%) erau romano-catolici, existând și minorități de persoane fără religie (11,77%), reformați (4,95%) și luterani (2,18%). Pentru 18,79% din locuitori nu este cunoscută apartenența confesională.